# Saint-Fuscien
Saint-Fuscien (picardisch: Saint-Fuschien) ist eine nordfranzösische Gemeinde mit 1418 Einwohnern (Stand 1. Januar 2022) im Département Somme in der Region Hauts-de-France. Die Gemeinde liegt im Arrondissement Amiens, ist Mitglied im Gemeindeverband Amiens Métropole und gehört zum Kanton Amiens-6.
Die Gemeinde erhielt 2023 die Auszeichnung „Zwei Blumen“, die vom Conseil national des villes et villages fleuris (CNVVF) im Rahmen des jährlichen Wettbewerbs der blumengeschmückten Städte und Dörfer verliehen wird.

## Geographie
Die Gemeinde liegt im Amiénois rund sieben Kilometer südlich von Amiens. Das Gemeindegebiet erstreckt sich über die Autoroute A29 hinaus bis zum Rand von Amiens; eine Anschlussstelle liegt auf dem Gemeindegebiet. Zu Saint-Fuscien gehören die Weiler Le Petit-Many, Petit-Cagny und die Résidence Véronique.
Umgeben wird Saint-Fuscien von den sieben Nachbargemeinden:
| Dury      | Amiens                                      | Cagny             |
|           | Kompassrose, die auf Nachbargemeinden zeigt | Boves             |
| Hébécourt | Rumigny                                     | Sains-en-Amiénois |

## Geschichte
Die mittelalterliche Geschichte ist eng mit der Abtei Saint-Fuscien verknüpft. 
Im Deutsch-Französischen Krieg fanden im November 1870 heftige Kämpfe statt. Auch im Ersten Weltkrieg kam es zu Kämpfen und der Ort wurde teilweise zerstört. Auch im Juni 1940 erlitt die Gemeinde Schäden. Von 1899 bis 1935 hatte Saint-Fuscien einen Flugplatz.

## Einwohner
| 1962 | 1968 | 1975 | 1982 | 1990 | 1999 | 2006 | 2013 | 2020 |
| ---- | ---- | ---- | ---- | ---- | ---- | ---- | ---- | ---- |
| 363  | 431  | 687  | 1026 | 1031 | 966  | 874  | 992  | 1355 |

## Verwaltung
Bürgermeister (maire) ist seit 2020 Henri-Paul Fin.	

## Gemeindepartnerschaft
- Bessenbach, Deutschland (gemeinsam mit Dury und Sains-en-Amiénois), seit 1985

## Sehenswürdigkeiten

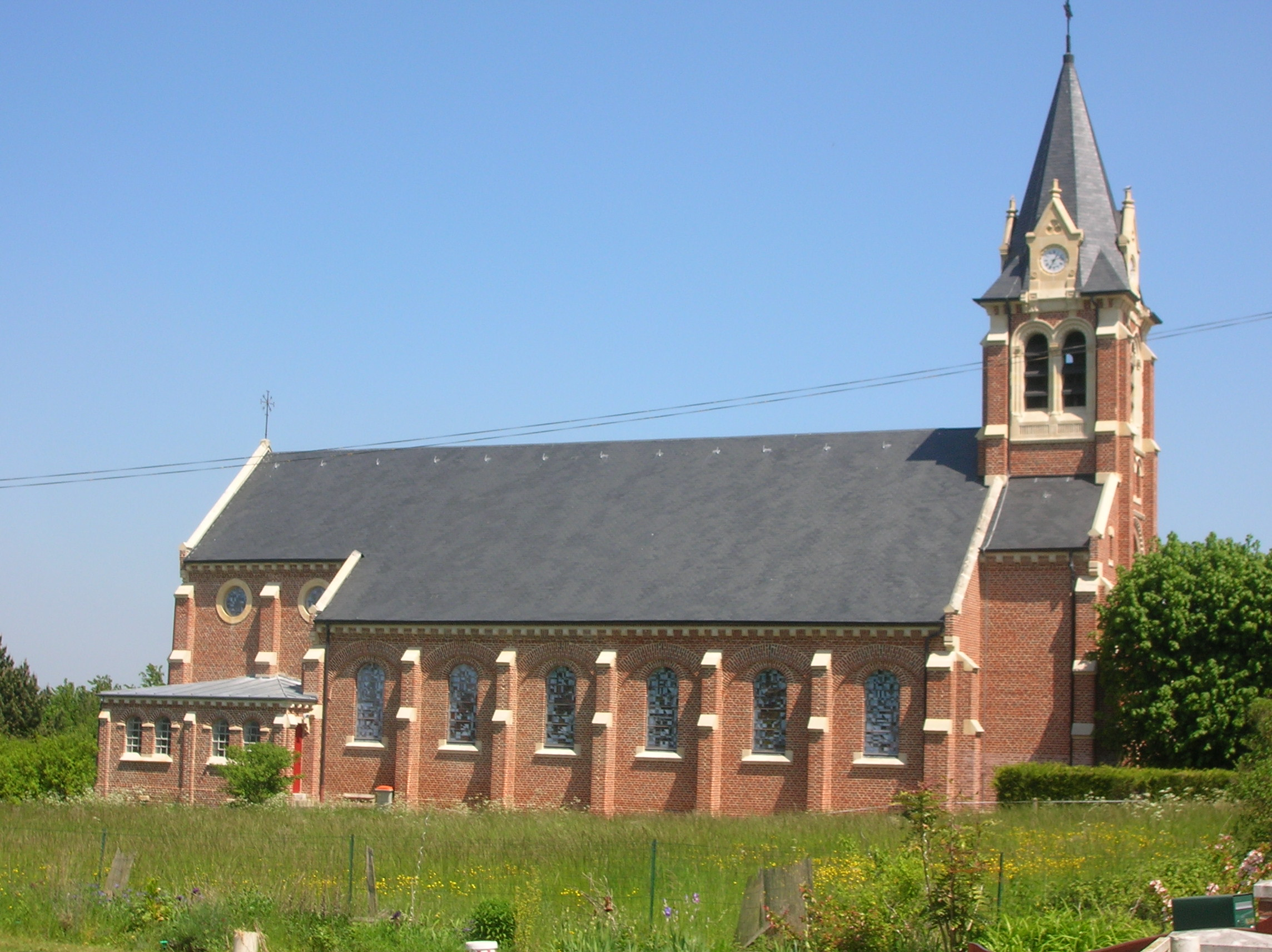
Pfarrkirche Saint-Fuscien nach dem Wiederaufbau

- Ab 1879 neu errichtete und 2005 abgebrannte neuromanische Pfarrkirche Saint-Fuscien (Wiederaufbau 2008 abgeschlossen), mit Ausstattung von Jean Alluard (Skulpturen), Alain Mongrenier und Claude Barre (Glasfenster).